# Качваха

Прапор Пахранга колишнього штату Джайпур. До прийняття прапора Пахранга (п'яти кольорових) Раджею Man Singh I of Amber, оригінальний прапор Качвахи був відомий як "прапор Джаршахі (з позначкою дерева)".

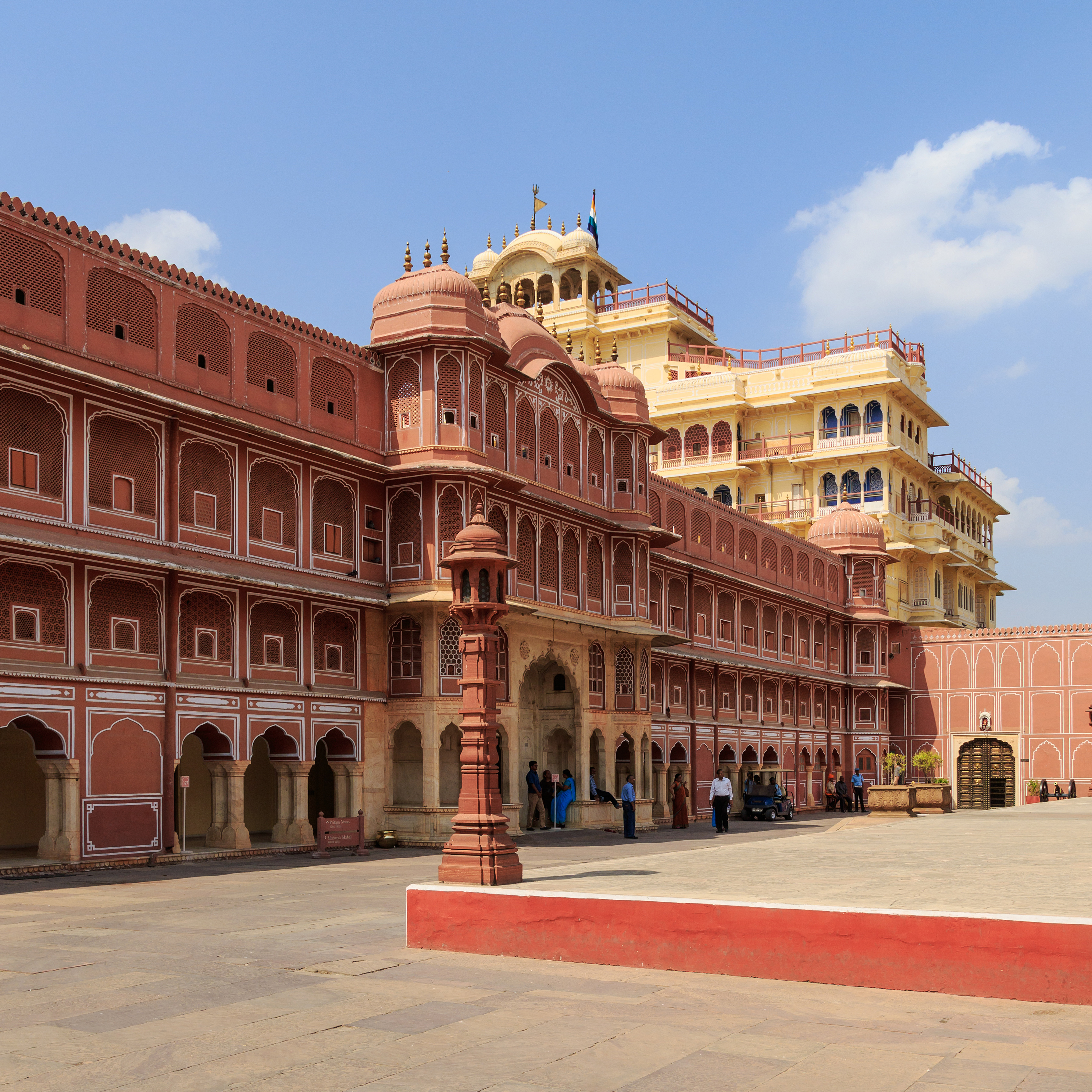
Чандрамахал у Міський палац, Джайпур, який був побудований Качваха Раджпутів.

Качваха (कुशवाहा) — раджпутський клан, що володів землями на півночі Раджпутани. Найбільшими князівствами були Алвар, Майхар, Талчер, Амбер (потім Джайпур). В багато в чому піднесення цього клану пов'язано тривалим союзом з представниками династії Великих Моголів.

## Історія
Своє міфічне походження вели від Сонячної династії. безпосередньо себе вважали (й вважають) нащадками Куша (тому іноді їх називали кушваха), сина Рами.
Першими князями Качваха стали після занепаду раджпутів Чандела й Парамара у X ст. після вторгнення мусульманських загарбників до Індії.
Найвпливовішими князями з цього клану були правителі Амбера. Засновником був Дулахарай, який у 1093 році став раджею. Втім надалі до середини XVI ст. ці раджи не мали суттєвого впливу, підкоряючись або правителя Марвара чи Мевара.
У 1562 році раджа Амбера Біхарі Дас перейшов на бік падишаха Акбара, а його син Бгаґван Дас і онук Ман I Сінґх увійшли до складу. Донька Біхарі Даса — Хір Кунварі — стала дружиною Акбара. Надалі Бгаґван Дас і Ман Сінґх зіграли важливу роль у розширенні Могольської імперії.
Наступники вірно служили падишахам Джахангіру, Шах Джахану та Ауранґзебу. Першим магараджею стає Джай Сінґх II (1699–1743). Також відомий як математик і астроном. Він заснував нову столицю місто Джайпур у 1727 році. в цей час князі Джайпуру оголюють усі держави качвахів.
З початком занепаду імперії Великих Моголів відбувається послаблення впливу Джайпуру. Наприкінці XVIII ст. велика Джайпурська держава розпалася. Кожна із гілок клану стала самостійною. У 1803 році. після захоплення Делі англійцями, магараджа Джагат Сінґх II (1803–1818) уклав з Ост-Індською компанією союзний договір. У 1818 році Джайпур визнав британський патронат.
Під час Сипайського повстання Рам Сінґх II (1835–1880) у 1857 році спрямував свої війська на допомогу англійців для придушення повстання.
Магараджа Ман Сінґх II (1922–1949) у 1948 році, незабаром після проголошення незалежності Індії, підписав наказав до приєднання своєї держави до Індії.